# Opuntia arcei
Opuntia arcei är en kaktusväxtart som beskrevs av Martín Cárdenas Hermosa. Opuntia arcei ingår i släktet fikonkaktusar, och familjen kaktusväxter. Inga underarter finns listade i Catalogue of Life.